# Дніпрово-Прип'ятська нафтогазоносна провінція
Дніпрово-Прип'ятська нафтогазоносна провінція — розташована на території Білорусі (Гомельська, Могильовська, Мінська область), України (Чернігівська, Полтавська, Харківська, Сумська, Дніпропетровська, Луганська область) та Росії (Ростовська область).

## Історія
Промислова розробка ведеться з 1952 року.

## Характеристика
Площа 100 тис. км². Виявлено 45 продуктивних горизонтів. Основні родовища нафти залягають на глибині 5400 м, газу — 5000-5800 м. Нафта малосірчиста. Густина 850—860 кг/м³. Газ метановий.
В межах провінції відкрито до 200 родовищ. Найбільші — Гнідинцівське, Леляківське, Качанівське, Рибальське, Шебелинське, Ефремівське, Мелихівське.